# Прапор Золотого
Прапор Золотого — офіційний символ міста Золотого Луганської області. Прапор міста було затверджено рішенням сесії міської ради 19 серпня 2011 року. 

## Опис
Прямокутне полотнище із співвідношенням сторін 2:3 складається з двох рівновеликих горизонтальних частин, кожна з яких розділена вертикально в співвідношенні 1:2 на жовту, синю, синю і жовту частини. На перетині частин герб міста. У верхній древковій частині біля древка три синіх п'ятипроменевих зірки одна під одною, в нижній древковій частині три жовтих п'ятипроменевих зірки одна під одною. У нижній вільній частині три чорних терикони в ряд, поверх яких коричневий відбійний молоток.